# 잉그리트 판베르겐

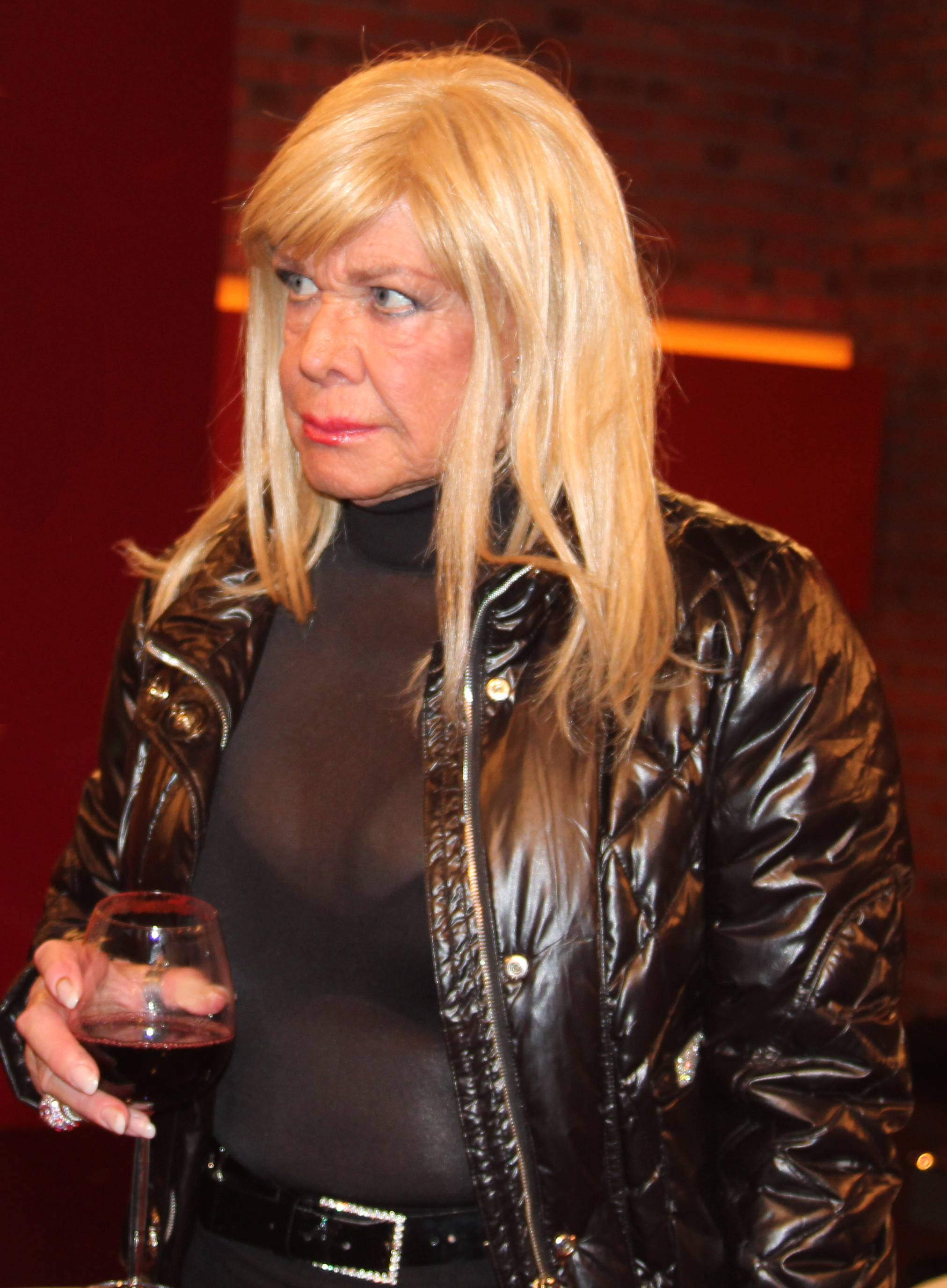

잉그리트 판베르겐(독일어: Ingrid van Bergen, 1931년 6월 15일 ~ )은 독일의 배우이다.
그단스크에서 태어났다.

## 영화
- 지골로 다이얼 L을 돌려라 (1998년)
- 심플리 러브 (1994년)
- 자비의 천사 (1993년)
- 핫 게임 (1988년)
- 타운 위드 피티 (1961년)
- 알트 위 원더풀? (1958년)
- 악마의 장군 (1955년)